# Bradford City Association Football Club 2015-2016
Questa voce raccoglie le informazioni riguardanti il Bradford City Association Football Club nelle competizioni ufficiali della stagione 2015-2016.

## Rosa[1]
Aggiornato al 2 marzo 2016.
| N. |                        | Ruolo | Calciatore         |
| -- | ---------------------- | ----- | ------------------ |
| 1  | Inghilterra (bandiera) | P     | Ben Williams       |
| 2  | Inghilterra (bandiera) | D     | Stephen Darby      |
| 3  | Australia (bandiera)   | D     | James Meredith     |
| 4  | Galles (bandiera)      | C     | Lee Evans          |
| 5  | Inghilterra (bandiera) | D     | Nathan Clarke      |
| 7  | Giamaica (bandiera)    | C     | Mark Marshall      |
| 9  | Inghilterra (bandiera) | A     | James Hanson       |
| 10 | Irlanda (bandiera)     | C     | Billy Clarke       |
| 11 | Inghilterra (bandiera) | A     | Billy Knott        |
| 12 | Inghilterra (bandiera) | C     | Josh Cullen        |
| 14 | Inghilterra (bandiera) | C     | Josh Morris        |
| 15 | Inghilterra (bandiera) | D     | Greg Leigh         |
| 17 | Inghilterra (bandiera) | C     | Kyel Reid          |
| 18 | Francia (bandiera)     | C     | Christopher Routis |

| N. |                             | Ruolo | Calciatore          |
| -- | --------------------------- | ----- | ------------------- |
| 19 | Inghilterra (bandiera)      | A     | Jamie Proctor       |
| 20 | Portogallo (bandiera)       | A     | Filipe Morais       |
| 23 | Irlanda del Nord (bandiera) | D     | Rory McArdle        |
| 24 | Inghilterra (bandiera)      | A     | Steve Davies        |
| 25 | Inghilterra (bandiera)      | C     | Sam Wright          |
| 26 | Inghilterra (bandiera)      | C     | Paul Anderson       |
| 27 | Inghilterra (bandiera)      | C     | Joe Brennan         |
| 29 | Inghilterra (bandiera)      | D     | Anthony McMahon     |
| 30 | Inghilterra (bandiera)      | P     | Joe Cracknell       |
| 31 | Inghilterra (bandiera)      | D     | James King          |
| 39 | Inghilterra (bandiera)      | A     | Wes Thomas          |
|    | Inghilterra (bandiera)      | C     | Dylan Mottley-Henry |
|    | Inghilterra (bandiera)      | D     | Tom Thorpe          |
|    | Inghilterra (bandiera)      | D     | Reece Burke         |